# Temenica
Temenica je rijeka ponornica u Sloveniji. Duga je 27 km. Njezina površinska duljina je 27 km, dok je njezin podzemni tok dug 1,75 km, mjereno u ravnoj liniji. Izvire u Posavskom hribovju kod naselja Javorje u općini Šmartno pri Litiji.